# Serenus kórus
A Serenus kórus egyike Vác város fiatal énekkarainak. A kórus 2001-ben alakult mintegy 30 fővel, jelenlegi létszáma a 70 főhöz közelít. 

## Fellépései
A megalakulás évében Jászberényben "Fesztiválkórus" minősítést szerzett. Három ízben lépett fel a Magyar Rádió "Kóruspódium" című sorozatában. Évente rendszeresen fellép Vác város ünnepein, kulturális rendezvényein. Évente két alkalommal önálló koncertet ad Vácon és Vác környékén. Karácsonyi hangversenyek, környékbeli falunapok, templomi koncertek rendszeres szereplője. A Serenus Kórus örömmel létesít kapcsolatokat más énekkarokkal. Kórustalálkozókat is szervezett, melyeken bajai, győri, komáromi, nagymarosi, budapesti énekkarokat látott vendégül. Cserekapcsolatot létesített a németországi Ulm városban működő kórusszövetséggel, melynek eredményeként egy fiatal német kamarakórust fogadott Vácon, majd a látogatást visszaadva Ulm városában töltött néhány napot.
A Serenus Kórus rendszeres résztvevője a "Váci Világi Vigalom" rendezvényének is. Legutóbb 2009. július 25-én adott önálló hangversenyt ez alkalomból, "Magyar táj, magyar ecsettel" címmel, magyar szerzők műveiből. A műsoron Bárdos,- Bartók,- Halmos,- Kocsár,- Kodály,- Nógrádi,- Sugár-művek szerepeltek.
A kórus 2010 áprilisában a finnországi Sipoo Sointu énekkart látta vendégül. 2010 decemberében Vácott minősítő hangverseny keretében hangversenykórus minősítést szerzett.

## Vezetői
A kórus szakmai vezetését az alapítástól kezdve Brusznyai Margit zenetanár-karnagy látja el. Munkáját két szólamvezető, Patrik Judit és Inotay Gergely segítik. A kórus elnöke Török László.

## Repertoárja
Az énekkar repertoárjában több stílus megtalálható, legyen szó akár férfikari, nőikari vagy vegyeskari művekről. Az ismertebb magyar és külföldi művek mellett kiemelt hangsúly kerül a kevéssé ismert szerzők vagy művek bemutatására. A kórus jó kapcsolatot ápol kortárs magyar zeneszerzőkkel is.

## Külső hivatkozások
- A Serenus kórus honlapja Archiválva 2012. március 8-i dátummal a Wayback Machine-ben